# Waller
För andra betydelser, se Waller (olika betydelser).
Waller är ett svenskt, brittiskt/amerikanskt och tyskt efternamn som i Sverige förekom som soldatnamn. I Sverige förekommer även stavningsvarianten Valler. 2017 bars efternamnet Waller av 642 personer i Sverige och Valler bars av 80 personer.

## Personer med efternamnet Waller
- Bengt Waller, seglare
- Bill Waller
- Edmund Waller
- Edvard Waller
- Erik Waller, flera personer
  - Erik Waller (medicinare)
  - Erik Waller (biskop)
- Fats Waller
- Frank Waller
- Friedrich Waller
- Gordon Waller
- Henry Waller
- Irvin Waller
- Ivar Waller
- Joakim Waller
- John Waller
- Justus A. Waller
- Olle Waller
- Olle Waller (konstnär)
- Oscar Waller
- Robert James Waller
- Sten Waller
- Thomas M. Waller
- Tisha Waller
- Ulla Waller
- William Waller